# Sites d'art rupestre préhistorique de la vallée de Côa
La vallée de la Côa, au nord du Portugal, est le plus important site d'art rupestre de plein air du Paléolithique supérieur de toute l'Europe. Il est inscrit depuis 1998 de la liste du  patrimoine mondial gérée par l'Unesco.

## Contexte de découverte

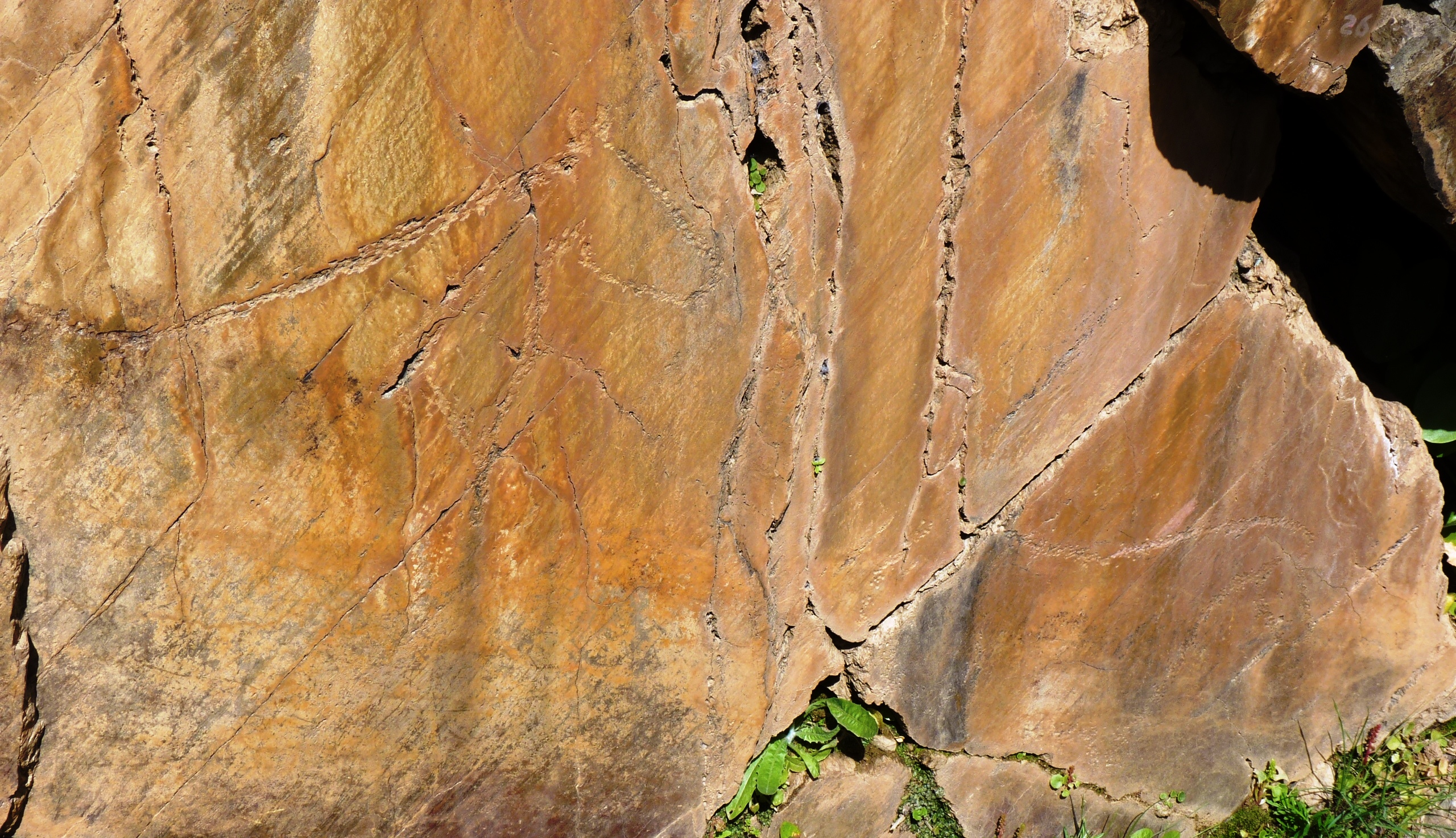
Gravures à Canada do Inferno.

Des gravures rupestres sont connues en amont de la vallée depuis 1981, date de la publication de plusieurs figures attribuées au Paléolithique découvertes dans la zone de Mazouco (Tras-os-Montes). À une soixantaine de kilomètres plus au sud, dans la zone de Siega Verde, plusieurs figures datées de la même période ont été identifiées et publiées la même année.
En 1991, la construction d'un barrage à Vila Nova est décidée. L'ouvrage doit inonder la vallée sous plus de 100 m d'eau.
La même année, les premières figures supposées paléolithiques sont identifiées à Canada do Inferno.
Une étude d'impact sur l'environnement et le patrimoine est réalisée en 1992. Plusieurs sites archéologiques et un panneau gravé sont alors identifiés. Cependant, ces découvertes ne sont rendues publiques qu'en novembre 1994. Un nombre croissant de personnes expriment  dès lors le souhait de l'arrêt des travaux du barrage pour étudier et préserver les gravures. Dans le même temps, un débat scientifique s'ouvre sur la datation des œuvres. À l'époque, on ne connaît aucun site comparable par le nombre et l'ancienneté des figures gravées. L'entreprise EDP, commanditaire du barrage, engage deux spécialistes pour faire des datations directes de ces dernières. Les résultats semblent remettre en cause l'âge paléolithique des gravures, avec une datation évaluée entre 5000 et 100 ans avant le présent. Néanmoins, ces dates ne sont pas été acceptées par les scientifiques en raison de l'inadéquation de la méthode d'analyse employée.
Alors que la majorité des Préhistoriens reconnaît l'ancienneté du site et donc son importance majeure, les travaux en vue de la construction du barrage se poursuivent avec le soutien du gouvernement de l'époque. Cette situation est ensuite décrite comme le « Scandale de la Côa ».
En 1995, les élections générales conduisent à un changement de majorité politique. L'opposition, qui est arrivée au pouvoir, décide l'abandon des travaux.
Depuis, l'ensemble de la vallée fait l'objet de recherches systématiques et d'une valorisation touristique. Plus de 30 sites du Paléolithique supérieur sont découverts dans la région,.

## Répartition des figures

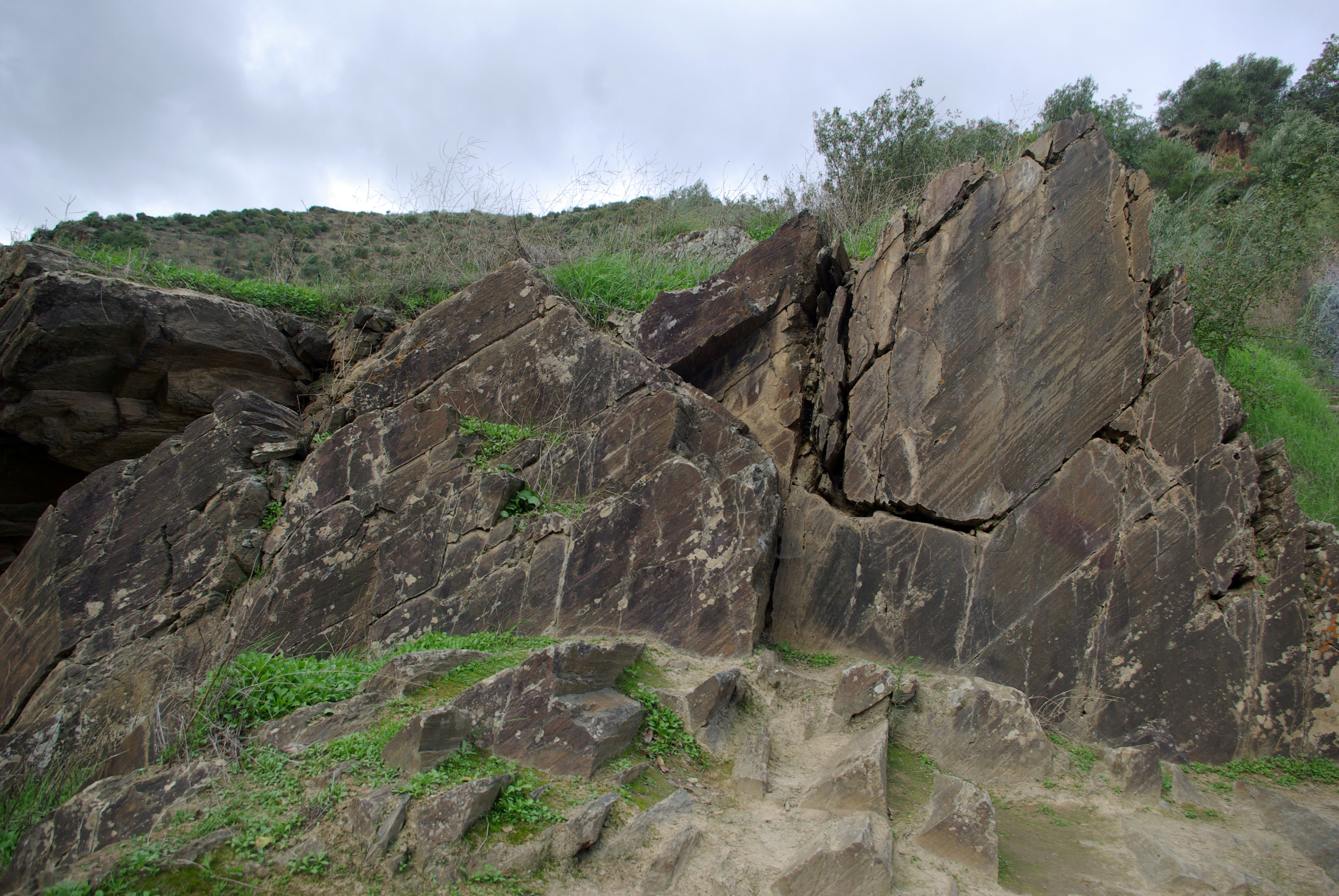
Rochers gravés à Canada do Inferno.

La Côa prend sa source en Espagne. Son bassin s'étend sur 120 km, jusqu'à la confluence avec le Douro, principal fleuve du centre-nord de la péninsule Ibérique.
Environ 335 surfaces décorées, avec plus de 2 000 motifs différents sont recensés en 2007. Elles se répartissent dans 30 ensembles d'art rupestre dont 15 sont attribués au Paléolithique supérieur. De nouvelles figures sont régulièrement identifiées,,.
Ces gravures sont situées sur les derniers 17 km de la vallée ainsi que dans les vallées des affluents de la Côa,.
Leur concentration dans cette zone s'explique en partie par le contexte géologique. Cette partie de la vallée est constituée de formations schisteuses qui se caractérisent par des surfaces rocheuses plates et lisses,. En amont, le substrat est granitique et les roches sont nettement moins favorables à la réalisation de gravures.
Les figures les plus anciennes se trouvent dans un secteur entre Faia et Canada do Inferno, alors que les plus récentes, plus rares, se répartissent en aval vers l'embouchure de la vallée et le long des rives abruptes de petits torrents, affluents du Douro.

## Datation
La principale phase de réalisation des gravures remonte au Gravettien (29000-22000 AP). Certaines figures sont réalisées du Solutréen (22000-17000 AP) jusqu'au Magdalénien ancien (17000-12000 AP). Il existe également des œuvres beaucoup plus récentes, réalisées entre le Néolithique et l'Âge du fer.
Pour arriver à cette datation relativement précise, plusieurs méthodes ont été employées. Les datations directes ayant été un échec, c'est d'abord le style de représentation qui a permis d'attribuer des figures au Paléolithique. Des comparaisons ont ainsi été réalisées entre les gravures de la Côa et l'art pariétal ainsi que l'art mobilier des autres régions.
La confirmation de l'ancienneté des figures est cependant venue des sites archéologiques contemporains exhumés dans la région.
Avant 1995, l'intérieur de la péninsule Ibérique était supposé inhabité durant le Paléolithique en raison de ses conditions environnementales défavorables. En fait, l'absence de sites de cette période dans cette région était lié à l'état de la recherche. À la suite de la découverte des gravures de la Côa, les recherches intensives permettent  d'identifier des sites du Gravettien, et dans une moindre mesure du Solutréen et du Magdalénien final,.
Dans le site Gravettien ancien d'Olga Grande 4, la découverte de grosses pointes triangulaires potentiellement utilisées pour la réalisation des gravures confirme la contemporanéité d'au moins une partie des sites d'habitat et des gravures,,. En 1999, à Farizeu, sont fouillées des couches d'occupations datées du Protosolutréen et du Magdalénien qui recouvrent des surfaces rocheuses avec des gravures. Ces dernières sont donc plus anciennes que les phases de fréquentation dont témoignent les couches archéologiques. En outre, des plaques de schistes incisées de figures géométriques et de figures d'animaux  sont exhumées dans le même site, par exemple un galet de schiste gravé de motifs zoomorphes, comparables à des figures gravées sur des roches de la vallée,
La datation culturelle des couches d'occupation des différents sites se fonde d'abord sur l'outillage en roche taillée. Rapidement, des datations absolues sont effectuées,. Cependant, dans les sites de la région il est généralement impossible d'employer la technique de la datation radiocarbone, car les restes organiques ne sont pas ou très mal conservés. C'est donc la technique de datation par la thermoluminescence qui est le plus souvent employée. Ainsi, dans le site d'Olga Grande 4, 5 éléments en quartzite  sont datés par cette technique entre 30000 +/- 2400 et 26800 +/- 1800 BP. Ces dates sont cohérentes avec l'attribution supposée du site au Gravettien.

## Techniques de réalisation des figures
Différentes techniques ont été employées pour graver la roche :
- La technique la plus fréquemment employée est l'incision. Elle est réalisée avec une pointe fine et résistante[2]. Elle est prévalente durant la phase ancienne[1].
- Le piquetage consiste à réaliser un trait par une succession de coups donnés sur la roche.
- Le rainurage consiste à altérer la roche par un mouvement d’aller-retour le long d’un tracé préliminaire.
- Le raclage est une variante du rainurage qui consiste à racler les surfaces rocheuses. Les parties raclées présentent alors un contraste avec le reste de la roche.

Ces techniques peuvent être combinées, par exemple les incisions profondes sont souvent précédées d’un piquetage ou inversement.
La présence de peinture est attestée. Dans la zone de Faia, la plus en amont de la vallée, la roche est granitique et forme des abris sous roche qui ont permis la préservation des figures à la fois gravées et peintes d’aurochs. Il s'agit des seules peintures conservées pour ces périodes dans l'ensemble de la vallée. Ce site suggère que l'utilisation de la peinture était nettement plus fréquente et que l'association des gravures et des peintures était une pratique courante. D'ailleurs, sur les figures sur lesquelles elle est conservée, la peinture sert à représenter des éléments des animaux qui ne sont pas représentés par la gravure, par exemple la bouche. Or sur de nombreuses figures uniquement gravées, ces détails anatomiques ne sont pas représentés du tout. Cela suggère que ces détails, réalisées à la peinture, ne se sont pas conservés. En outre, des pigments colorants ont été découverts dans des sites d'habitat.

## Thèmes figurés

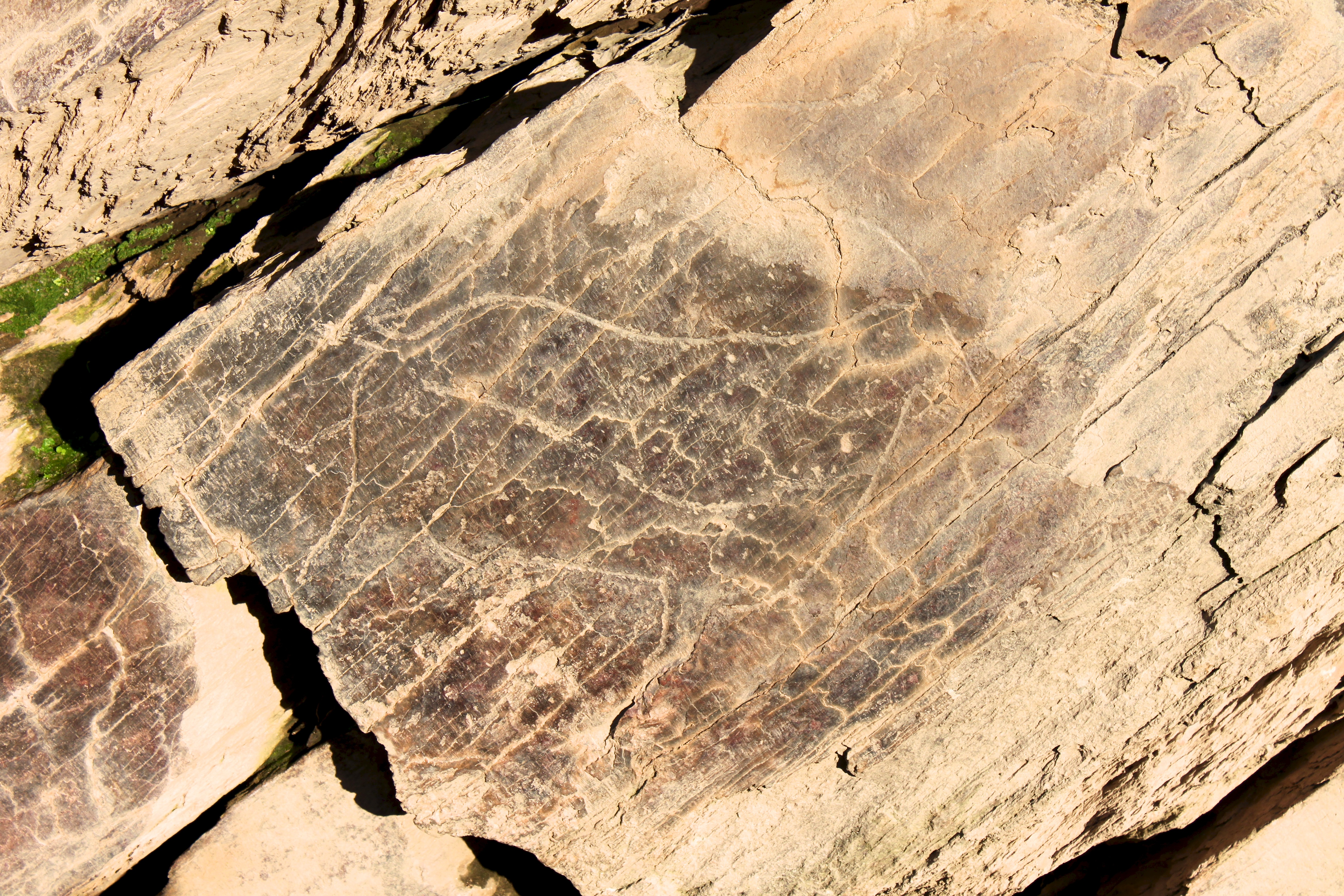
Chamois gravé à Penascosa

Les animaux sont le principal thème figuré dans la vallée de la Côa mais aussi à Siega Verde. Dans ce dernier site, sur plus de 500 figures, 252 sont figuratives et 226 sont abstraites. Parmi les gravures figuratives, les équidés dominent (45 %), suivis des bovinés (19 %), puis des cervidés (17 %). On trouve également quelques rennes, quelques bisons et quelques rhinocéros laineux.
Ailleurs dans la vallée, outre ces espèces, on trouve très fréquemment des chamois, beaucoup plus rarement des poissons, ainsi que des figures non identifiables,.
Les figures humaines sont très rares et n'ont été identifiées que dans l'aval de la vallée, près de l’embouchure du torrent Piscos. Une des gravures de la roche 2 de Ribeira de Piscos représente un homme ithyphallique.
Sur l'ensemble des panneaux gravés, le sol n'est jamais figuré, il n'y a aucune représentation de plante ni de paysage ou de structure humaine (outils, campement, etc.).
Comme le montre le site de Siega Verde, les représentations non figuratives ne sont pas rares. Parmi ces éléments abstraits, on trouve des motifs claviformes et ovales. Les premiers sont souvent associés aux équidés alors que les seconds sont plus fréquemment associés aux bovinés. Cependant, les véritables signes clairement identifiables demeurent relativement rares.

## Les styles et les compositions

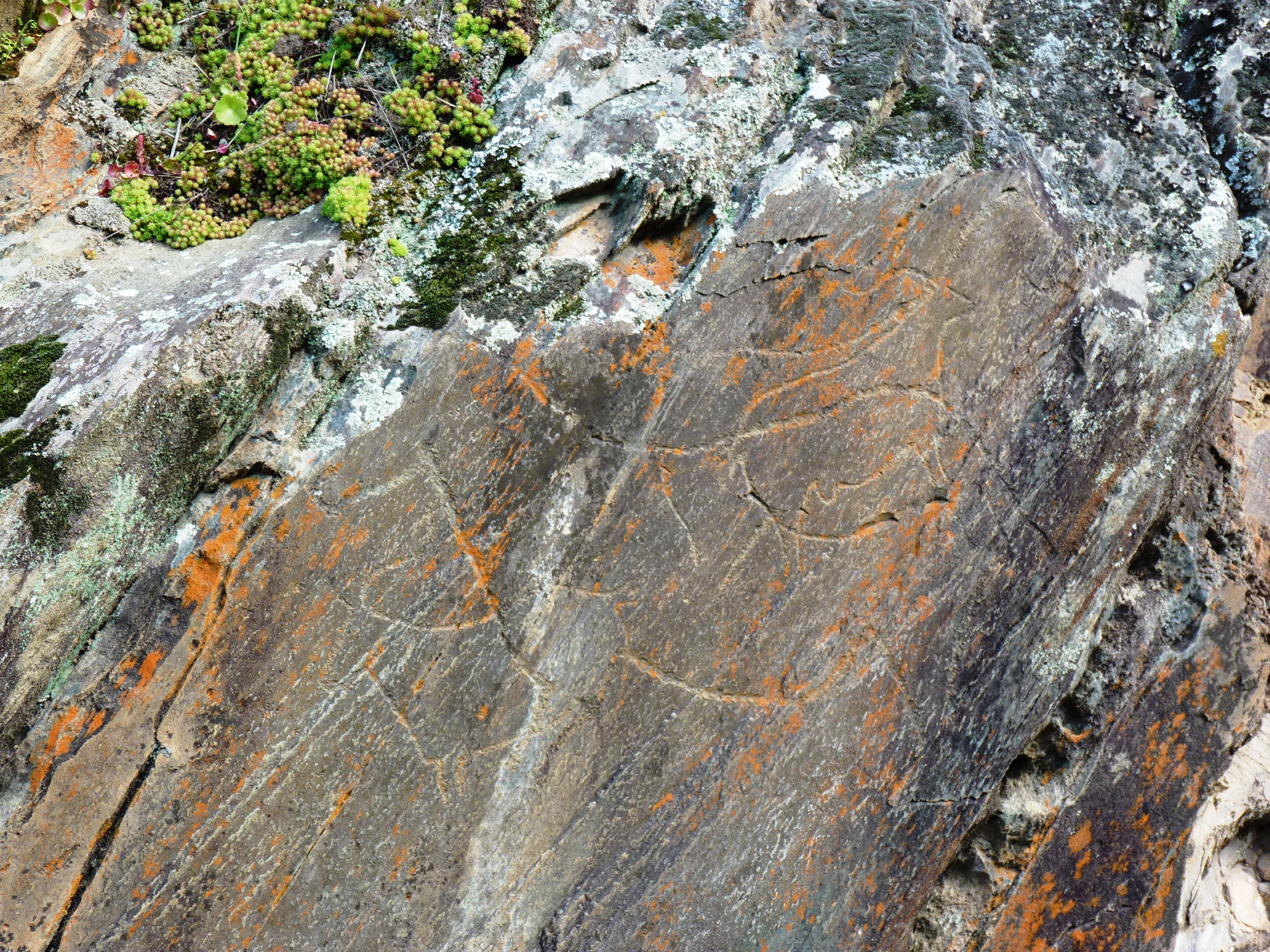
Superposition de figures à Penascosa.

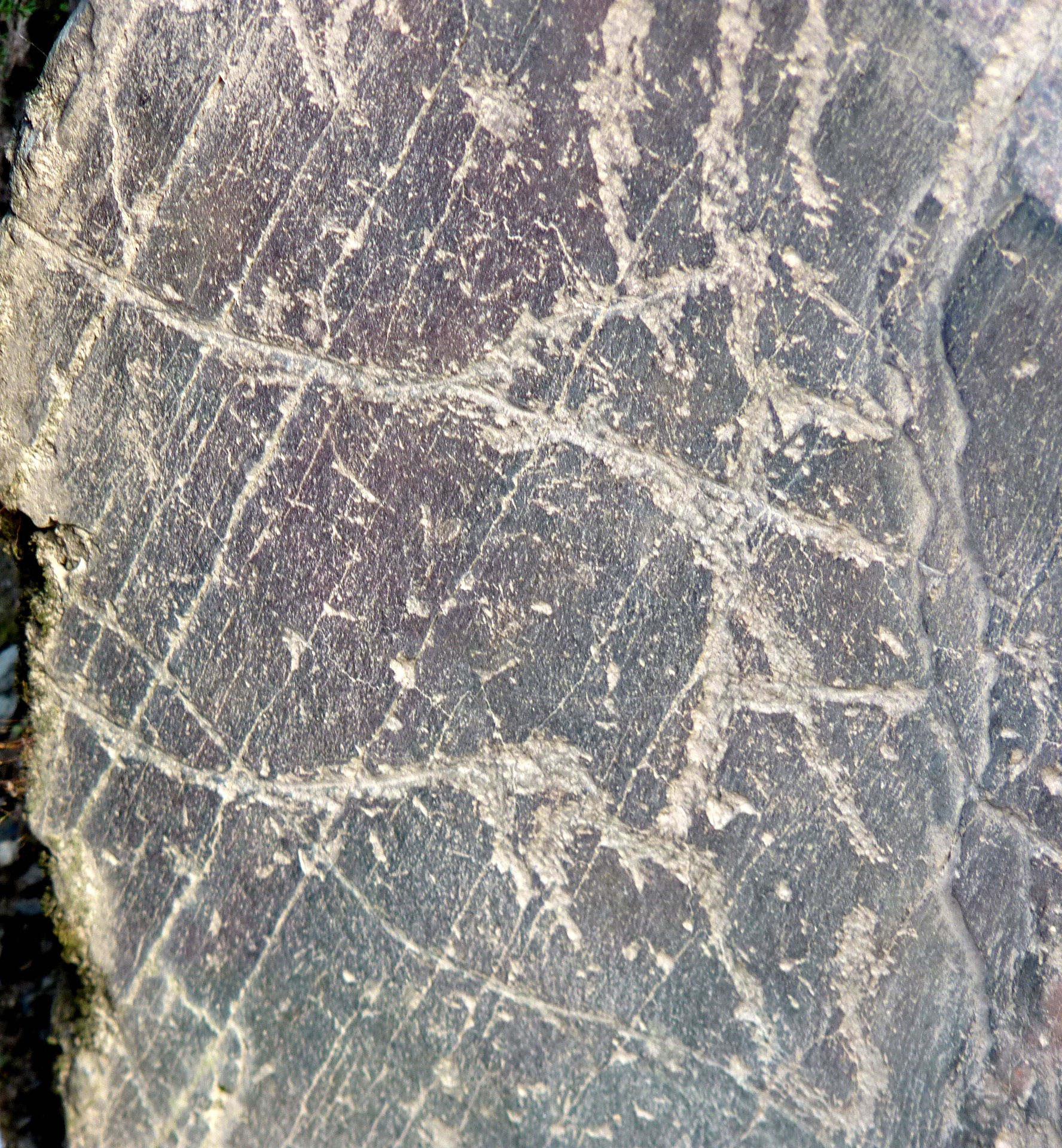
Cheval à têtes multiples à Penascosa.

Le plus souvent, plusieurs figures se superposent sur les mêmes roches, ce qui en rend la lecture difficile. Ces superpositions peuvent correspondre à des figures de différentes périodes, par exemple à Vermelhosa un cavalier de l'Âge du fer recouvre un cervidé. Cependant, beaucoup de figures superposées sont réalisées durant les mêmes phases, notamment durant le Gravettien. Ces superpositions ne sont pas liées à un manque d'espace disponible puisqu'elles voisinent parfois avec des rochers vierges de toute représentation.
Le mode de représentation des figures témoigne d'une bonne connaissance des conventions de l'art pariétal et rupestre du Paléolithique supérieur, et ce dès les plus anciennes phases. Les animaux sont représentés de profil et seule une patte avant et une patte arrière sont figurées. En outre, ces pattes sont très schématiques et non détaillées. Parfois, des animaux sont représentés avec plusieurs têtes dans des positions différentes. Ce type de représentation est interprété comme une volonté de figurer le mouvement.
Les véritables scènes, c'est-à-dire l'interaction de plusieurs figures, sont très rares. La roche 1 de Piscos est ainsi gravée de deux chevaux dont les têtes sont entrelacées.
Il existe cependant des variations stylistiques, y compris dans les mêmes secteurs, comme à Siega Verde.

## Les différentes phases

### Phase gravettienne
Dans l'ensemble de la vallée, la majorité des figures paléolithiques datent du Gravettien. Les premières sont peut-être réalisées au tout début de cette phase culturelle.
Elles se concentrent dans la zone de la vallée située entre Faia et Canada do Inferno. Dès le départ, sont présentes les principales caractéristiques stylistiques des représentations pariétales. Le bestiaire est déjà complet. Le contour des animaux est simplement incisé. Des superpositions de figures sont déjà présentes.

### Du Solutréen jusqu’au Magdalénien
La seconde grande phase de réalisation des figures est caractérisée par plusieurs évolutions par rapport au Gravettien. Les figures humaines, bien que très rares, apparaissent sans doute vers la fin de cette période près de l’embouchure du torrent Piscos. Les superpositions de figures sont plus rares et ne se retrouvent que sur quelques panneaux. La « zone monumentale », dans laquelle se concentrent les figures semble se déplacer vers l'embouchure de la vallée de la Côa et les affluents du Douro. Les roches gravées sont de préférence sur les rives abruptes de petits torrents.
Cette phase de représentation s'arrête à un moment indéterminé durant le Magdalénien.

### Après le Paléolithique
Quelques figures sont peut-être réalisées durant l'Épipaléolithique, mais aussi au cours du Néolithique ancien et de l'Âge du bronze jusqu'à l'Âge du fer. D'ailleurs, des sites de ces périodes ont été découverts dans la région,.
Les représentations de cette phase se caractérisent par l'emploi important de la peinture qui, pour ces périodes, est mieux conservée que pour le Paléolithique.
Ces figures sont souvent schématiques. Durant l'Âge du fer, certaines représentent des cavaliers et des guerriers.

## Classement UNESCO et valorisation du site

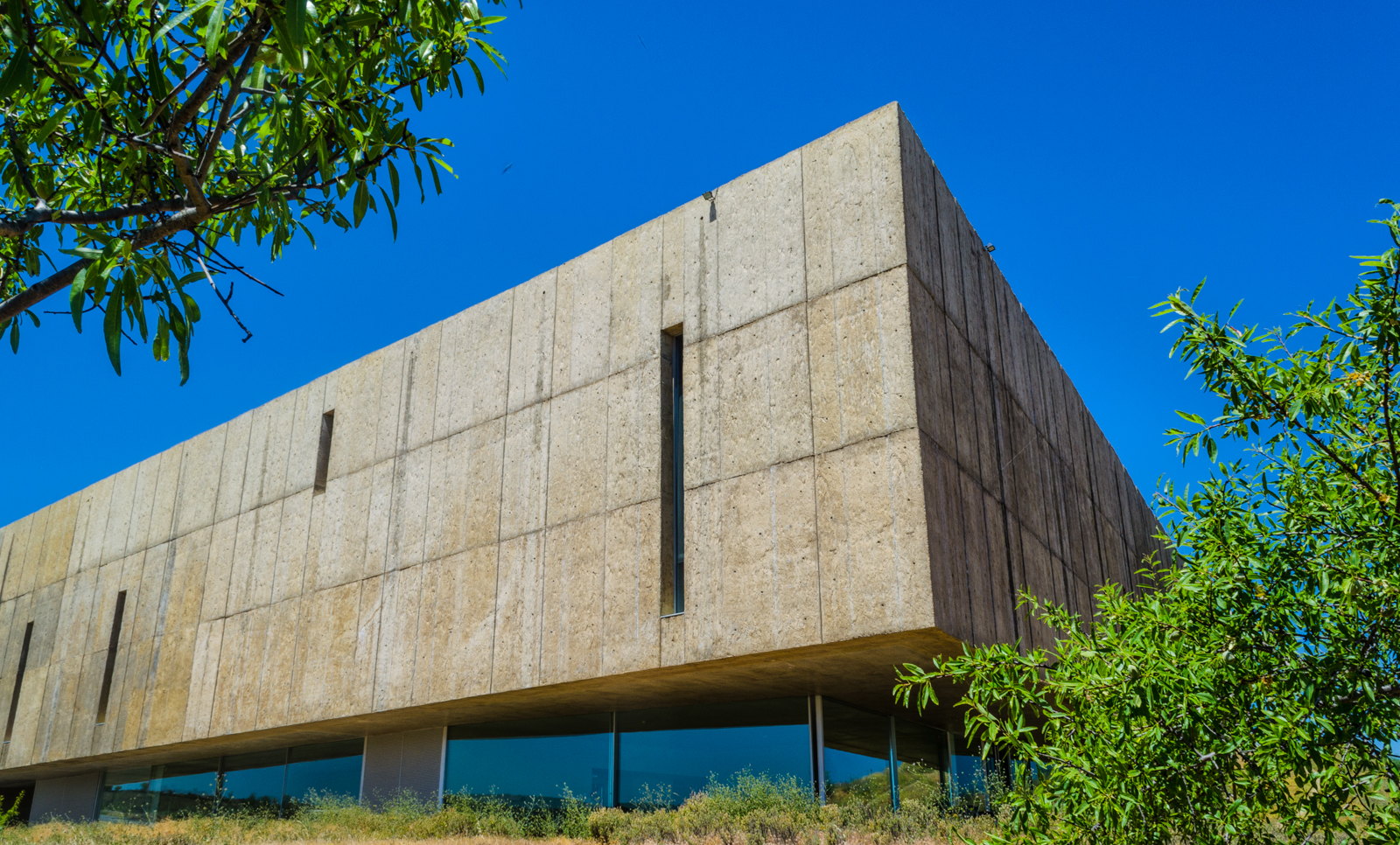
Musée de Vila Nova Foz Côa.

Dès l'identification des premières figures, l'UNESCO mandate plusieurs experts pour en évaluer l'importance scientifique. En 1995, un rapport propose de suspendre la construction du barrage pour l’étude des gravures. La même année, le nouveau gouvernement portugais va au-delà de cette préconisation en décidant de l'abandon définitif du projet de barrage. À la suite de cette décision, une partie du site est classée monument national en 1997 . L'année suivante, le site est classé au patrimoine mondial de l'UNESCO. Ce classement est étendu à la zone de Siega Verde en 2010.
Dès le milieu des années 1990, le Parc Archéologique de la Vallée de la Côa est créé et la construction d'un musée est décidée. Le parc a le double rôle de soutenir les fouilles de sites archéologiques dans la zone et de permettre l'accès aux représentations dans les meilleures conditions possibles.
Une partie des gravures sont rendues accessibles au public en 1996. Depuis 2000, les visites sont limitées à des petits groupes avec un guide et seules trois zones avec une forte concentration d’œuvres paléolithiques sont présentées: Canada do Inferno, Ribeira de Piscos, Penascosa. D'autres zones devraient être ouvertes au public dans le futur mais certaines resteront fermées en raison de la fragilité des gravures, de la difficulté et la dangerosité de l'accès à ces représentations.

## La vallée de la Côa et l’art rupestre de plein air du Paléolithique supérieur
La découverte des figures datées du Paléolithique dans la vallée de la Côa remet profondément en cause certaines idées sur l'art du Paléolithique. Ainsi, à la suite de cette découverte, P. Bahn et D. Sacchi émettent l'hypothèse que les figures gravées ou peintes en plein air sont peut-être encore plus nombreuses que celles en fond de grottes.
Pourtant, la vallée de la Côa n'est pas le seul site d'art rupestre paléolithique de plein air. De tels sites sont connus depuis les années 1980, mais leur importance est négligée jusqu'alors. Ainsi, en 1985 et en 1988, les gravures paléolithiques de plein air de Fornols-Haut dans les Pyrénées-Orientales françaises sont décrites et publiées. En 1986-1987, d'autres gravures de la même période sont découvertes dans le sud de l'Espagne, à Piedras Blancas, et présentées dans des publications.